# Melody Gardot
Melody Gardot (Nova Jérsia, 2 de Fevereiro de 1985) é uma cantora e compositora de jazz norte-americana. Influenciada pelos blues e jazz de Janis Joplin, Miles Davis, Duke Ellington e George Gershwin, e pela música latina, de Stan Getz e Caetano Veloso, é conhecida como a "artista acidental", por se ter dedicado à música como forma de terapia, depois de um grave acidente, que lhe deixou diversas sequelas. Tornou-se uma embaixadora da musicoterapia visitando hospitais e universidades para testemunhar os seus benefícios.
Em 2009, lança o álbum My One and Only Thrill, que recebe três nomeações para os Grammy Awards. A par da sua carreira musical, tem em desenvolvimento um programa com universidades de medicina denominado Chateau Gardot, que procura através da musicoterapia desenvolver programas terapêuticos para tratar a dor. Este programa tem por base a sua própria experiência, na qual os tratamentos tradicionais não surtiam efeito.
Divide a paixão pela música, com o budismo e a comida macrobiótica.

## Biografia

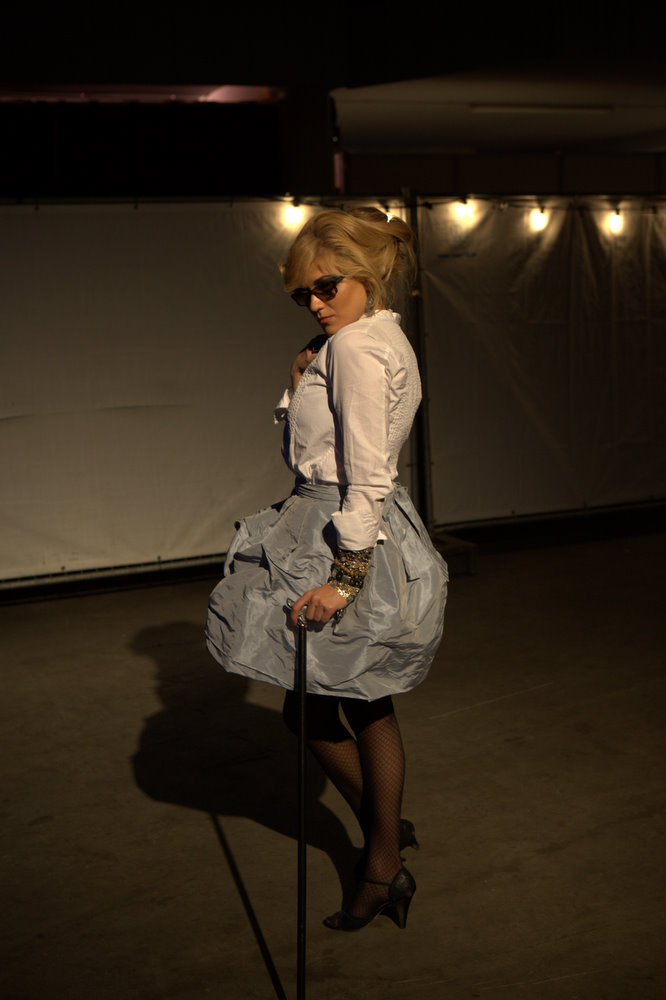

### Acidente e terapia
Em 2003, com 18 anos, Melody Gardot sofre um trágico acidente enquanto andava de bicicleta, sendo atingida violentamente por um Jeep Cherokee. Sofre múltiplas fracturas na região pélvica e cervical, e um traumatismo craniano, que resulta na perda da memória e de capacidades básicas como andar e falar, tendo de reaprender tudo de novo. Em resultado deste acidente, Melody ficou com algumas sequelas, sofrendo de vertigem cinética, usando por isso, bengala. Gardot ficou também hipersensível ao som e fotossensível, o que faz com que use sempre óculos escuros, por não conseguir tolerar a luz.
O início da sua carreira artística foi motivada pelo seu médico, que estava preocupado com as sequelas do traumatismo craniano sofrido no acidente. Antes do acidente, aos 19 anos, Melody já tocava piano em bares. Impossibilitada de tocar piano devido à sua condição, começou a aprender a tocar guitarra, e seguindo a sugestão do médico, dedicou-se à música como forma de terapia e escape à dor. Compôs e gravou algumas músicas quando ainda estava de cama, incapaz de caminhar. Como resultado, foi lançado o EP Some Lessons - The Bedroom Sessions, em 2005.

### Carreira musical
O seu primeiro álbum, Worrisome Heart, uma continuação do EP, surge numa edição independente em 2006, sendo mais tarde, em 2008, editado pela Verve Records.
Em 2009, lança o álbum My One and Only Thrill, nomeado para três Grammy Awards e catapultando-a para o sucesso mundial.
Em 2011, Melody Gardot passa seis meses em Lisboa, um lugar em que gosta de escrever e que descreve como um lugar de paz, e um lugar para esquecer o trabalho, esquecer a maquilhagem. As influências de Lisboa apareceram bem visíveis no seu terceiro álbum, editado em Maio de 2012, The Absence, que inclui as canções "Lisboa" e "Amalia", que nada tem que ver com a rainha do fado Amália Rodrigues, mas com um pássaro de asas partidas que um dia pousou ao pé de Melody, em Lisboa.
O alinhamento de The Absence foi apresentado em Abril de 2012, sendo o álbum lançado a 28 de Maio. Antes do lançamento foi apresentando o vídeo da canção "Mira" e excertos de cada uma dos temas, sendo o primeiro avançado "Amalia". Melody descreve The Absence como um álbum fortemente influenciado pelas suas experiências nos desertos de Marrocos, nos bares de tango de Buenos Aires, nas praias do Brasil e nas ruas de Lisboa.
Em Junho de 2015, é editado o seu quarto álbum de estúdio Currency Of Man.
Em 2022, regressa com um álbum em colaboração, editando Entre eux deux, com o pianista Philippe Powell.

## Discografia

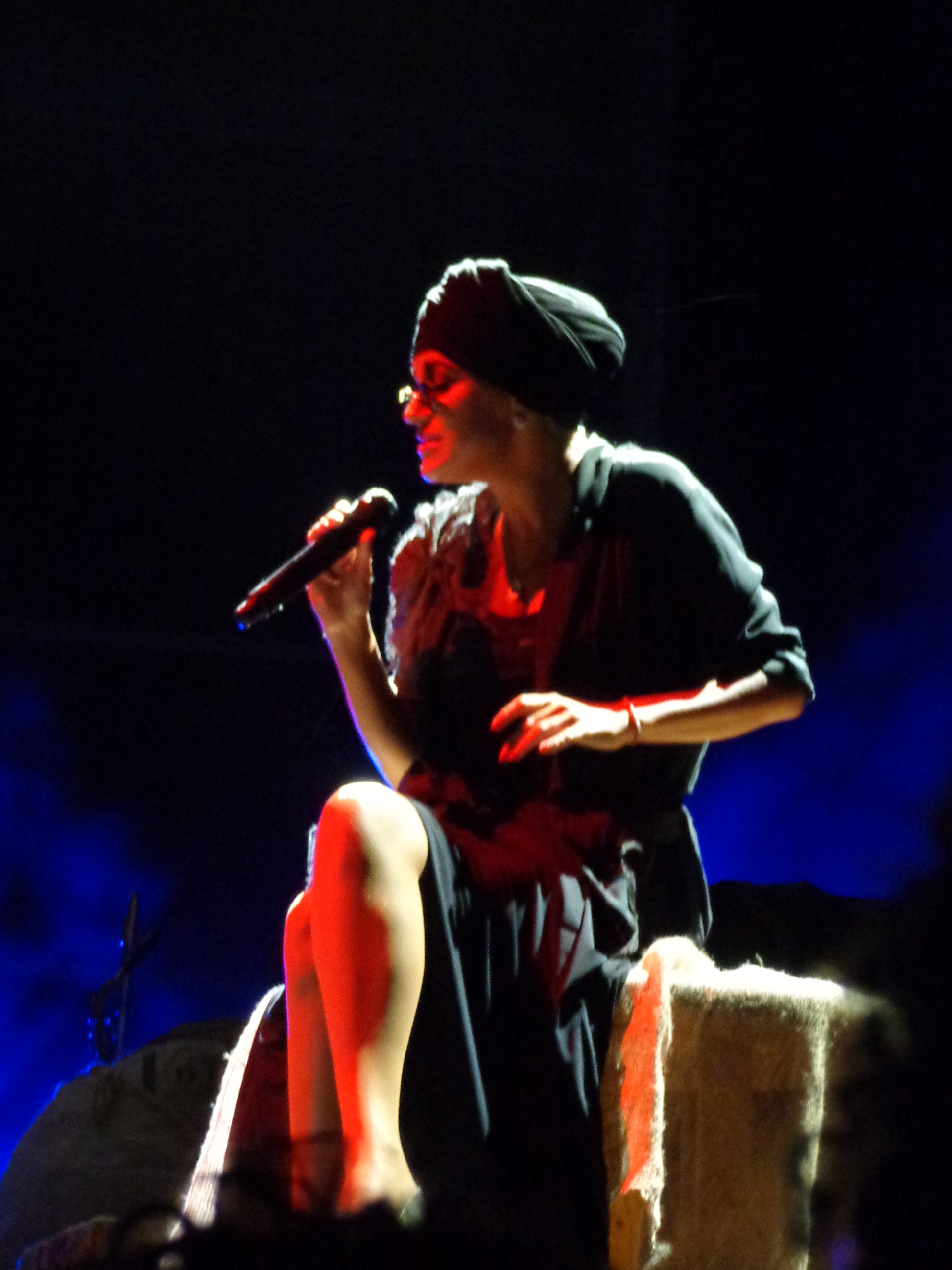
Em concerto em Portugal, 2012

### Álbuns de estúdio
- 2008- Worrisome Heart[17]
- 2009- My One and Only Thrill
- 2012- The Absence[18]
- 2015- Currency of Man
- 2018- Live in Europe
- 2020- Sunset In The Blue
- 2022- Entre eux deux (com Philippe Powell)

### EP
- 2005- Some Lessons: The Bedroom Sessions
- 2009- Live from SoHo

### Singles
- 2008- "Worrisome Heart"
- 2008- "Goodnite"
- 2008- "Quiet Fire"
- 2009- "Who Will Comfort Me"
- 2009- "Baby I'm a Fool"
- 2011- "Your Heart Is As Black As Night"
- 2012- "Mira"
- 2012- "La Vie En Rose"
- 2015- "Same to You"
- 2015- "Preacherman"

### Colaborações
Malody Gardot tem feito ao longo da sua carreira diversos duetos e participações em álbuns de outros músicos.
- 2006- "My Sweet Darling", Seth Kallen & The Reaction- Exhibit A [19]
- 2008- "High Night (Alta Noite)", Till Brönner- Rio [20]
- 2010- "If I'm Lucky", Charlie Haden Quartet West- Sophisticated Ladies [21]
- 2012- "Tant Pis", Jesse Harris- Sub Rosa [22]
- 2012- "Mon Fantôme", Baptiste Trotignon- Song Song Song[23]
- 2012-  "There Are Angels", Lizanne Knott- Marionette [24]

## Digressões e concertos

### Em Portugal
Melody Gardot esteve em Portugal diversas vezes para concertos ao vivo, tendo atuado pela primeira vez, em 2009.
- 2009, 27 de Julho- Oeiras Sounds[25]
- 2010, 6 e 7 de Julho- Casa da Música- Porto e CCB- Lisboa[8]
- 2012, 18 de Julho- Cascais Music Festival- Cascais[26]
- 2015, 29 de Julho -  EDP Cool Jazz[15]

## Filantropia -Chateau Gardot
O programa Chateau Gardot é um programa de musicoterapia desenvolvido por Melody Gardot em parceria com o Sweedish Postcode Lottery, na angariação de fundos, e desenvolvido no NeuroMusculoskeletal Institute (NMI) - School of Osteopathic Medicine, da Universidade de Medicina de Nova Jérsia. O programa surge da vontade da cantora passar a sua experiência, já que ela própria é «uma testemunha de como a música consegue reparar o cérebro e restaurar a qualidade de vida». O Chateau Gardot procura através da musicoterapia desenvolver programas terapêuticos para tratar a dor.